# Krętek blady
Krętek blady (łac. Treponema pallidum) – bakteria spiralna, względnie beztlenowa, wykazująca ruch, nie barwi się w metodzie Grama, ale zawiera lipopolisacharyd, więc zalicza się ją do bakterii Gram-ujemnych. Posiada od 6 do 14 skrętów, osiąga średnicę ok. 0,1-0,5 μm i długość od 5 do 15 μm. Jest obligatoryjnym pasożytem. Nie rośnie na podłożach hodowlanych, a w celu laboratoryjnego wyizolowania stosuje się dojądrowe szczepienie zwierząt laboratoryjnych (królików lub chomików).
Znanych jest pięć podgatunków: T. pallidum pallidum powodujący kiłę, T. pallidum pertenue powodujący frambezję, T. pallidum carateum będący przyczyną pinty, T. pallidum trirocllium, który powoduje kiłę i pintę oraz T. pallidum endemicum wywołujący bejel.
Jest przyczyną choroby przenoszonej drogą płciową – kiły występującej tylko u ludzi. Inną drogą zarażenia jest przeniesienie choroby przez ciężarną matkę na płód. Takie dziecko może urodzić się z poważnymi wadami układu nerwowego i narządów.
Krętek blady jest bakterią wrażliwą na wahania temperatur, światło, wysychanie, związki chemiczne. Może zachowywać żywotność przez 24 h w soli fizjologicznej, a w surowicy krwi przez kilka dni.
Wrotami zakażenia są narządy płciowe. Po wniknięciu do organizmu szybko dostaje się do naczyń chłonnych i krwionośnych, skąd rozprzestrzenia się w organizmie.